# 亞歷山德里夫卡 (北頓涅茨克區)
48°58′17″N 38°37′57″E / 48.97139°N 38.63250°E
亞歷山德里夫卡（烏克蘭語：Олександрівка）是位於烏克蘭東部的村莊，由盧甘斯克州北頓涅茨克區的北頓涅茨克市鎮負責管轄。該村始建於1885年，面積1.83平方公里，海拔高度93米，2001年人口305，人口密度每平方公里166.8人。